# Liane Forestieri
Liane Forestieri (* 9. Februar 1975 in Kempten (Allgäu)) ist eine deutsche Schauspielerin.

## Leben und Karriere
Die Halbitalienerin Liane Forestieri wurde 1975 in Kempten (Allgäu) geboren und ist im Besitz der deutschen Staatsangehörigkeit. Ihre schauspielerische Ausbildung machte sie im Zinner Studio in München. Ihr Spielfilmdebüt gab sie 1993 an der Seite von Klaus Maria Brandauer in dessen Film Mario und der Zauberer. Einem breiteren Publikum dürfte Liane Forestieri aus der ZDF-Serie Die Verbrechen des Professor Capellari bekannt sein, in der sie von 2000 bis 2004 die Rolle der Studentin Maria Contro spielte. Seit 2015 spielt sie in der Fernsehserie Lena Lorenz die Rolle der Julia Obermeier.
Liane Forestieri ist Mutter eines Sohnes und einer Tochter und lebt mit ihrer Familie in München. Sie spricht außer Deutsch noch Englisch und Italienisch fließend.

## Theater (Auswahl)
- Becket oder die Ehre Gottes im Stadttheater Augsburg (Regie: Pierre Leon, 1992)
- Dornröschen bei den Theaterfestspielen Schloss Edesheim (Regie: Harald Krewer, 1996)
- Sommernachtstraum bei den Theaterfestspielen Schloss Edesheim (Regie: Walter Weyers, 1996)

## Filmografie (Auswahl)
- 1994: Wildbach (Fernsehserie, 2 Folgen)
- 1994: Unsere Schule ist die Beste (Fernsehserie, Folge Privatstunden)
- 1995: Der König (Fernsehserie, Folge Tod auf Raten)
- 1995: Looosers!
- 1996: Und morgen fängt das Leben an
- 1997: Sexy Lissy – Papas bester Freund
- 1998: Andrea und Marie
- 1998: Verfolgt! – Mädchenjagd auf der Autobahn
- 1999: Stan Becker – Echte Freunde
- 1999: Doggy Dog – Eine total verrückte Hundeentführung
- 1999: Die Blendung – Verrat aus Liebe
- 2000: Aktion 2/9
- 2000: 11.10 SOLO (Kurzfilm)
- 2000: Kaffee & Kippen (Kurzfilm)
- 2000: Aktion 2/9 (Kurzfilm)
- 2001: Lotto-Liebe
- 2000–2004: Die Verbrechen des Professor Capellari (Fernsehserie, 11 Folgen)
- 2001: Der Bulle von Tölz: Sioux City
- 2003: Cappuccino zu Dritt
- 2004: The Zen Warrior (Kurzfilm)
- 2004: Nicht meine Hochzeit
- 2004: Baby come back
- 2005: Hypochonder
- 2005: Mein Mann und seine Mütter
- 2006: Good Kill (Kurzfilm)
- 2005: Der Mann, den Frauen wollen
- 2006: Schwere Jungs
- 2007: Copacabana
- 2006: Inga Lindström: Die Frau am Leuchtturm (Fernsehreihe)
- 2008, 2013: Alarm für Cobra 11 – Die Autobahnpolizei (Fernsehserie, verschiedene Rollen, 2 Folgen)
- 2008: Der Abgrund – Eine Stadt stürzt ein
- 2008: Oktober (Kurzfilm)
- 2009: Frauen wollen mehr
- 2009: Männerherzen
- 2010: Sexstreik!
- 2010: Kommissarin Lucas – Wenn alles zerbricht (Fernsehreihe)
- 2010: Mörderischer Besuch
- 2011: Die Sterntaler
- 2011: Emilie Richards – Sehnsucht nach Paradise Island
- 2011: Ein Sommer in Paris
- 2011: Männerherzen … und die ganz ganz große Liebe
- 2011, 2012: SOKO Stuttgart (Fernsehserie, verschiedene Rollen, 3 Folgen)
- 2012: Der letzte Bulle (Fernsehserie, Folge Ein echter Held)
- 2012, 2021: Um Himmels Willen (Fernsehserie, 6 Folgen)
- 2012: Der Alte (Fernsehserie) Folge: 365 Lautloser Mord
- 2013: Die Chefin (Fernsehserie, Folge Wahrheiten)
- 2014: Alles Klara (Fernsehserie, Folge Wikinger und Indianer)
- 2014: Dr. Klein (Fernsehserie, Folge Schatten)
- 2014: Quatsch und die Nasenbärbande
- 2015: Notruf Hafenkante (Fernsehserie, Folge Außer Kontrolle)
- seit 2015: Lena Lorenz (Fernsehserie, 46 Folgen)
- 2016: Böse Wetter – Das Geheimnis der Vergangenheit
- 2016: Dimitrios Schulze
- 2016: Die Rosenheim-Cops (Fernsehserie, Folge Die Rückkehr der Schwester)
- 2017: Bad Cop – Kriminell gut (Fernsehserie, Folge La Dolce Vita)
- 2017: Kommissar Marthaler – Die Sterntaler-Verschwörung
- 2017: SOKO Stuttgart (Fernsehserie, Folge Sühne)
- 2017, 2020: SOKO München (Fernsehserie, Folgen Gutes Karma, schlechtes Karma, Tödliche Vergangenheit)
- 2017: Der Alte (Fernsehserie), Folge 409: Das 3. Auge
- 2018: Wilsberg: Prognose Mord
- 2018: Ein Fall für zwei (Fernsehserie, Folge Der geteilte Apfel)
- 2018: Passagier 23 – Verschwunden auf hoher See
- 2019: Benjamin Blümchen
- 2019–2020: Der Lehrer (Fernsehserie, 8 Folgen)
- 2020: München Mord: Ausnahmezustand (Fernsehreihe)
- 2021: Der Alte (Fernsehserie), Folge 443: Verspottung
- 2022: Ein Sommer am Gardasee (Fernsehreihe)
- 2022: Die Chefin (Fernsehserie, Folge Mein Mord)
- 2022: Wer gräbt den Bestatter ein?
- 2023: Caveman
- 2023: Mordach – Tod in den Bergen